# L'impero
Pour plus de détails, voir Fiche technique et Distribution.
L'impero est un téléfilm policier italien réalisé par Lamberto Bava et diffusé en quatre parties en 2001.

## Synopsis
Un policier chargé d'enquêter sur la mafia russe se retrouve à enquêter sur la traite des êtres humains et le trafic de drogue en provenance d'Europe de l'Est.

## Fiche technique
- Titre original italien : L'impero[1]
- Réalisateur : Lamberto Bava
- Scénario : Piero Bodrato, Domenico Rafele, Sergio Silva
- Photographie : Romano Albani (it)
- Montage : Mauro Bonanni (it)
- Musique : Paolo Buonvino
- Effets spéciaux : Marco Fiorani Parenzi
- Décors : Davide Bassan (it)
- Production : Piero Amati, Marco Videtta
- Société de production : ANFRI S.r.l., KirchMedia, MediaTrade, Sergio Silva Productions
- Pays de production :  Italie
- Langue originale : italien
- Format : Couleur - 1,33:1 - Son stéréo
- Durée : 200 minutes (diffusé en quatre parties)
- Genre : policier
- Date de sortie :
  - Italie : 20 mars 2001

## Distribution
- Claudio Amendola : Dario Ferri
- Claudia Koll : Laura
- Franco Castellano (it) : Genko
- Mathieu Carrière :  Julian Dossena
- Nicola Siri : Giovanni Mancini